# 必剪
必剪是哔哩哔哩发布的一款视频编辑软件。其依托哔哩哔哩，并基本面向此平台制作视频。兼容Windows、Android、iOS与Mac OS平台。

## 简介
2020年7月，以二次元内容取胜的B站宣布正式入局视频剪辑领域，推出移动端视频剪辑APP“必剪”，集录屏、剪辑、投稿等功能于一体，深度绑定B站用户与创作者，实现流量闭环。
必剪时常与哔哩哔哩共同推出一系列创作比赛激励用户使用必剪进行创作，吸纳新用户以及充实B站某分区的作品量。
因其可以直接投稿至B站、内置许多ACG与鬼畜素材，可以制作虚拟形象而受动漫迷与鬼畜区up主的欢迎。
2021年12月4日，必剪桌面版发布。